# Sa'ar
Sa'ar (hebrejsky סַעַר, v oficiálním přepisu do angličtiny Sa'ar) je vesnice typu kibuc v Izraeli, v Severním distriktu, v Oblastní radě Mate Ašer.

## Geografie
Leží v nadmořské výšce 22 metrů, v zemědělsky intenzivně využívané a hustě osídlené Izraelské pobřežní planině, nedaleko západního okraje svahů Horní Galileji, cca 1 kilometr od břehů Středozemního moře a 7 kilometrů od libanonských hranic. Severovýchodně od obce protéká vádí Nachal Ša'al.
Obec se nachází 2 kilometry severně od města Naharija, cca 110 kilometrů severoseverovýchodně od centra Tel Avivu a cca 26 kilometrů severovýchodně od centra Haify. Sa'ar obývají Židé, přičemž osídlení v tomto regionu je zcela židovské. Centrální oblasti Galileji, které obývají izraelští Arabové nebo Drúzové, leží až dál k východu. Výjimkou je arabská vesnice Šejch Danun cca 5 kilometrů k jihovýchodu a arabské menší město Mazra'a cca 5 kilometrů na jih.
Sa'ar je na dopravní síť napojen pomocí dálnice číslo 4, jež odtud vede podél pobřeží k jihu, k Haifě, ale i k severu, kde končí u Roš ha-nikra na libanonských hranicích.

## Dějiny
Sa'ar byl založen v roce 1948. Zakladateli vesnice byli někteří členové mládežnické sionistické organizace ha-Šomer ha-ca'ir. Ti předtím v letech 1946–1947 prošli zemědělským výcvikem v kibucech Ruchama a Ejn ha-Mifrac a byli posíleni o židovské přistěhovalce s Rumunska a Bulharska. Osadníci se tu ubytovali 6. srpna 1948. Využili pahorek, na němž byl komplex bývalého britského vojenského tábora. V listopadu 1952 se pak vesničané přestěhovali do nynější lokality severně od provizorních příbytků. Z předchozí lokality bývalého vojenského tábora se pak stala obytná čtvrť Giv'at Trumpeldor administrativně příslušející k městu Naharija.
V počátcích se obyvatelé pokoušeli založit hospodaření kibucu na rybolovu, ale pro nedostatek zkušeností a konkurenci místních arabských rybářů tyto aktivity utlumili. V roce 1954 komunitu posílila další osadnická skupina z Tel Avivu. Později sem dorazili i židovští přistěhovalci z dalších zemí (například z Argentiny).
Ekonomika kibucu je založena na zemědělství a průmyslu. Kibuc prošel v roce 2003 privatizací a jeho členové jsou odměňováni individuálně, podle vykonané práce.
V Sa'ar fungují zařízení předškolní péče. Základní škola Chofej Galil (חופי גליל) a střední škola Sulam Cur (סולם צור) jsou v nedaleké vesnici Gešer ha-Ziv. K dispozici jsou zde sportovní areály, plavecký bazén, a obchod.

## Demografie
Obyvatelstvo kibucu Sa'ar je sekulární. Podle údajů z roku 2014 tvořili naprostou většinu obyvatel v Sa'ar Židé - cca 700 osob (včetně statistické kategorie "ostatní", která zahrnuje nearabské obyvatele židovského původu ale bez formální příslušnosti k židovskému náboženství, cca 800 osob).
Jde o menší sídlo vesnického typu s dlouhodobě rostoucí populací. K 31. prosinci 2014 zde žilo 756 lidí. Během roku 2014 populace stoupla o 7,2 %.
| Rok            | 1948 | 1961 | 1972 | 1983 | 1995 | 2001 | 2003 | 2004 | 2005 | 2006 | 2007 | 2008 | 2009 | 2010 | 2011 | 2012 | 2013 | 2014 |
| -------------- | ---- | ---- | ---- | ---- | ---- | ---- | ---- | ---- | ---- | ---- | ---- | ---- | ---- | ---- | ---- | ---- | ---- | ---- |
| Počet obyvatel | 82   | 179  | 243  | 301  | 303  | 371  | 393  | 388  | 388  | 403  | 413  | 405  | 464  | 606  | 646  | 695  | 705  | 756  |